# Djungelboken 2
Djungelboken 2 (engelska: The Jungle Book 2) är en amerikansk animerad film som hade biopremiär i USA den 14 februari 2003, producerad av Walt Disney Pictures.

## Om filmen
Filmen är uppföljare till disneyklassikern Djungelboken från 1967 som i sin tur bygger fritt på den engelska författaren Rudyard Kiplings novellsamling Djungelboken. 
Filmen hade världspremiär i Frankrike den 5 februari 2003 och svensk premiär två dagar senare: Åldersgränsen var i Sverige satt till sju år. Olof Thunberg är den enda originalrösten från den första filmen.

## Handling
Mowgli har flyttat till människobyn och bor nu hos den söta flickan Shanti och hennes familj. 
Ute i djungeln börjar Baloo sakna sin kompis och han försöker därför smyga till byn utan att bli upptäckt av Bagheera och överste Hathis elefantpatrull. Under kvällen smyger sig Shere Khan in i byn. Samtidigt dyker också Baloo upp och träffar Mowgli. De smiter sedan tillsammans iväg från byn. Shanti springer efter Mowgli och Baloo men hon stöter på nätpytonormen Kaa som gärna vill ha Shanti som sin middag. Shanti räddas av hennes busige lillebror Ranjan och de försöker att hitta Mowgli. Mowgli och Baloo har kul tillsammans i djungeln och samtidigt letar Shere Khan efter Mowgli för att hämnas på honom. 
Efter ett tag börjar Mowgli sakna Shanti och hennes familj så han börjar leta efter dem. Sedan de återfunnit varandra börjar Shanti och Baloo bli ovänner och Mowgli beger sig iväg längre in i djungeln. Då måste Baloo och Shanti rädda Mowgli och se till att han inte hamnar i Shere Khans klor. När alla senare stöter på varandra blir Mowgli och Shanti snart jagade av Shere Khan. Det slutar illa för Shere Khan genom att han faller ner från ett stup där han fastnar under en sten. Mowgli och Shanti är också på väg att falla ner men Baloo kommer till undsättning och drar upp dem. 
Alla blir glada och nöjda och Mowgli får uppleva gamla roliga tider i djungeln, denna gång även tillsammans med Shanti och Ranjan.

## Svenska premiärer
- 7 februari 2003 - Svensk biopremiär
- 13 augusti 2003 - Köpvideopremiär, samt premiär på DVD
- 9 april 2008 - Nypremiär på DVD[3]